# Guy Bassleer
Guy Bassleer (Bressoux, juli 1931 - Spa, 26 januari 1985) was een Belgisch gedeputeerde.

## Levensloop
Bassleer was leraar lichamelijke opvoeding en directeur van de sportschool ADEPS in Spa.
Hij werd politiek actief voor de PSB en was voor deze partij van 1970 tot 1974 gemeenteraadslid van Spa. Tevens werd hij provincieraadslid en vervolgens vanaf 1974 gedeputeerde van de provincie Luik. Ook was Bassleer directeur van de Provinciale Maatschappij voor Industrialisatie en de Association liégoise du gaz, de gasnetbeheerder van de provincie Luik.
Bij de verkiezingen van 1978 werd hij als rechtstreeks gekozen senator voor het arrondissement Verviers verkozen in de Belgische Senaat. Hij besloot echter niet te zetelen en aan te blijven als gedeputeerde.